# Mesquita dels seixanta pilars
La Mesquita dels Seixanta Pilars (bengalí: ষাট গম্বুজ মসজিদ, Shaṭ Gombuj Moshjid, coneguda com a mesquita Shait Gambuj o Saith Gunbad Masjid) és la major mesquita històrica de Bangladesh i ha estat descrita com una de les estructures arquitectòniques musulmanes més impressionants del subcontinent indi.

## Situació
Es troba en el recinte històric de la Ciutat-mesquita de Bagerhat, a 5 km de la ciutat actual de Bagerhat, al sud de Bangladesh. El lloc va ser declarat per la UNESCO com a Patrimoni de la Humanitat l'any 1985.

## Història
La mesquita va ser edificada per Khan Jahan Ali, a mitjans del segle xv, a la colònia musulmana fundada al manglar dels Sundarbans, a prop de la costa al districte de Bagerhat, que va esdevenir una ciutat pròspera durant el regnat del sultà Mahmud Shah Nasiruddin, conegut com a 'Khalifalabad'. La construcció de la mesquita es va iniciar el 1442 i es va acabar el 1459. Va ser utilitzat per a oracions, i també com a madrasha i com a saló d'assemblees. Després de la seva mort l'edifici va anar quedant en l'oblit i va arribar la deterioració més absoluta que, a finals del segle xix, va provocar que les torres de les cantonades s'haguessin esfondrat, els pilars propers a les parets estiguessin en ruïnes i que el sostre estigués cobert de densa vegetació. L'administració britànica del territori va iniciar mesures per a la seva restauració i reparació que van continuar sota el control dels successius departaments d'Arqueologia del Pakistan i Bangladesh. A principis dels anys vuitanta va començar un programa a llarg termini per salvaguardar aquest monument històric a instàncies de la Unesco.

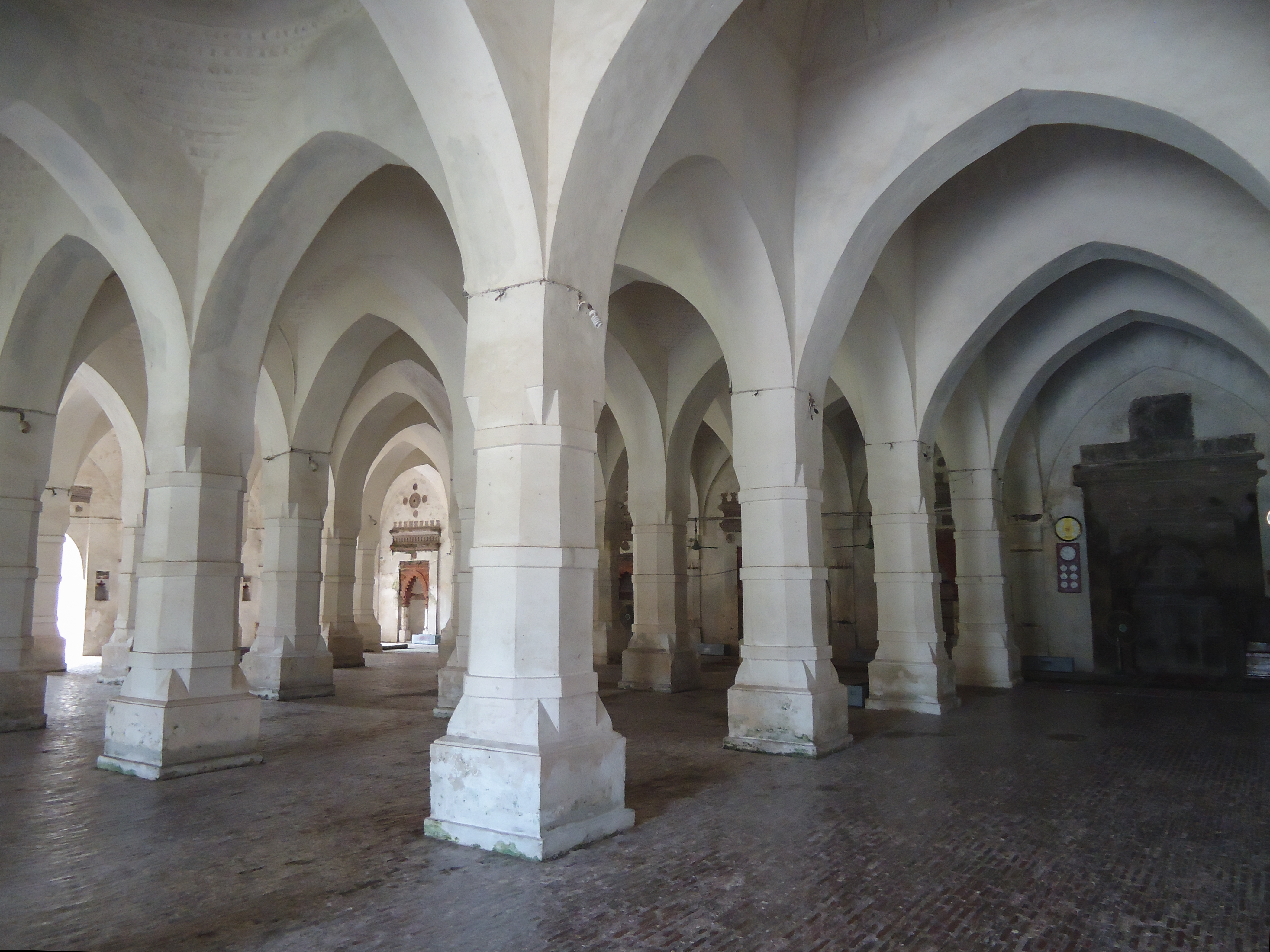
Vista de l'interior de la mesquita

## Estil
Els murs de la mesquita estan fets amb maons gruixuts en forma de tascó —les parets exteriors tenen 2,30 m de grossor—, propis de l'estil Tughlaq i el sostre és una coberta amb forma de barraca que s'anticipa a estils posteriors. El total de pilars o cúpules (gambuj) del sostre és, en realitat, de setanta-set, disposats en set files d'onze més una cúpula a cada cantonada, amb un total de 81 en tot el complex, i exactament 60 pilars de pedra. L'interior es distribueix en onze passadissos d'est a oest i set intercolumnis estilitzats de nord a sud que culminen en nombrosos arcs encarregats de sostenir el sostre. En el costat est hi han onze entrades, de les quals la central és la més gran, amb de 2,90 m d'ample, mentre que els costats nord i sud tenen set cadascun. Tots els passadissos acaben en mihrabs en el costat oest excepte el que està just al nord del mirahb central, que té una porta d'entrada. Dins la càmera d'oració hi ha seixanta pilars de pedra en sis files de deu pilars de 3,10 m d'alt que acaben on comencen els arcs, amb impostes de pedra per dividir els arcs dels pilars. Unes torres circulars formen les cantonades de l'edifici.
La mesquita està decorada principalment amb maons i sobretot terracota, que es concentra en els mirahbs, en els arcs d'entrada, a l'interior de les chau-chalas (doms amb forma de sostre de barraca i dividits en quatre segments) del passadís central i en les motllures de les torres. Especial atenció mereixen els mirahbs amb els seus patrons geomètrics i vegetals, tant d'arbres com de flors, mentre que bona part de la resta de la decoració exterior, formada per baixos relleus, ha desaparegut amb el pas del temps.

## Galeria

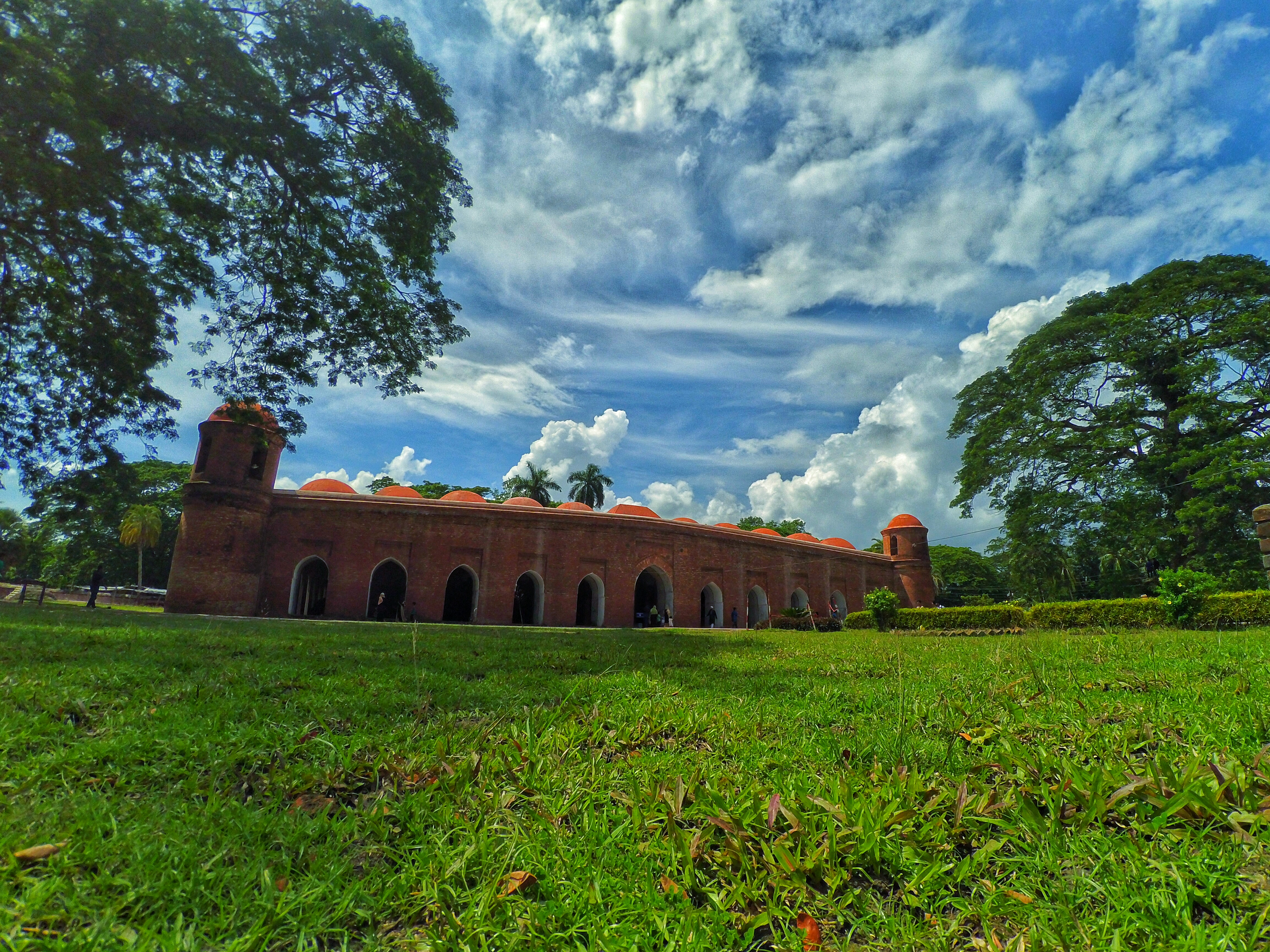
Vista frontal de l'edifici
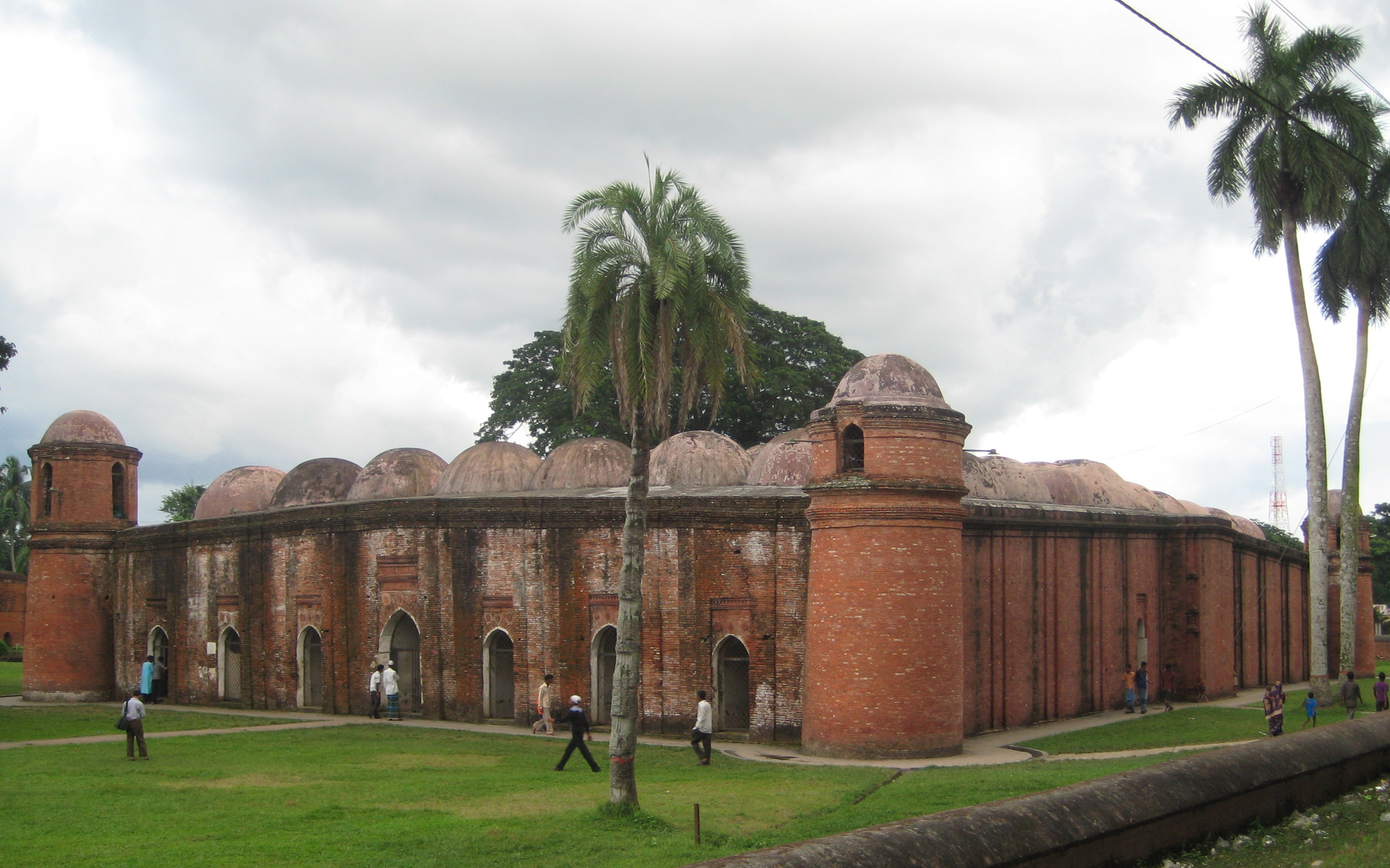
Vista de les portes del costat nord
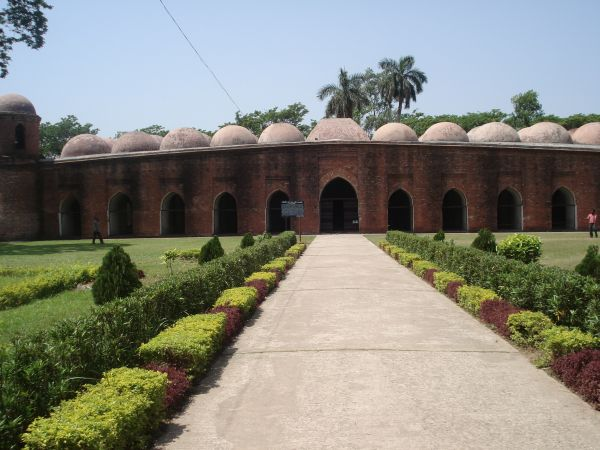
Costat est, amb les onze portes
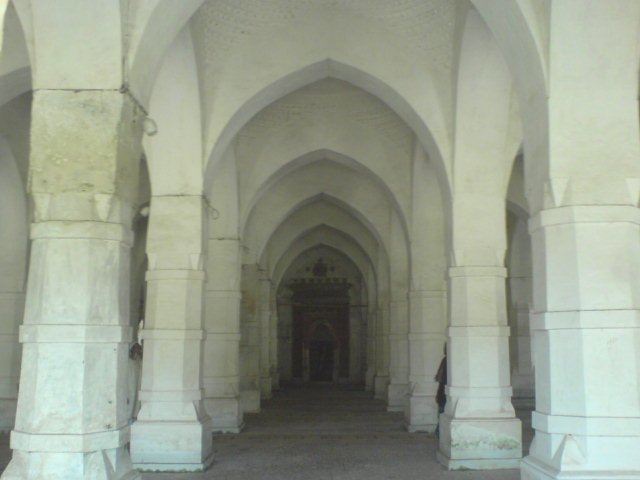
Vista interior amb les columnes
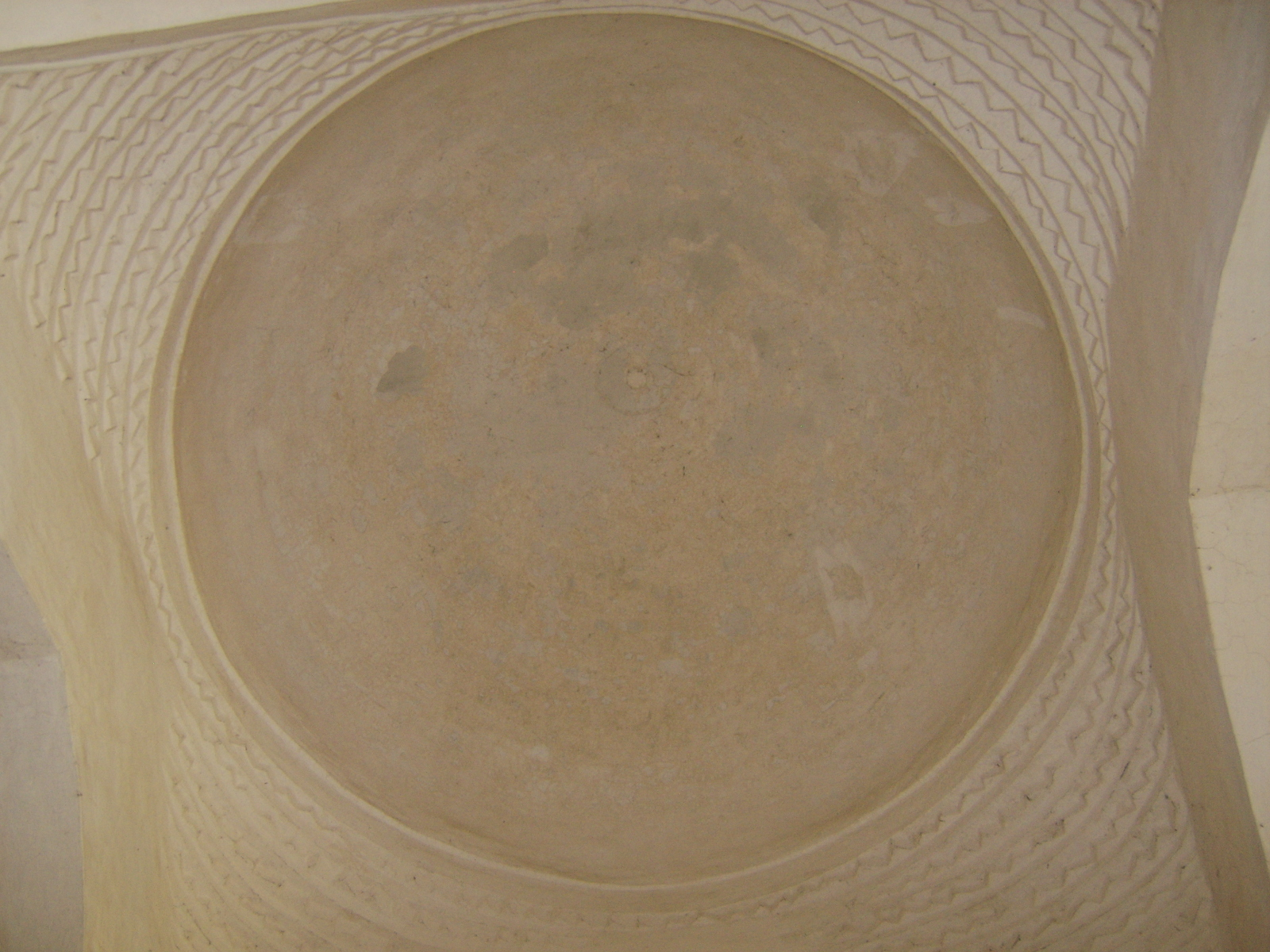
Interior d'una cúpula
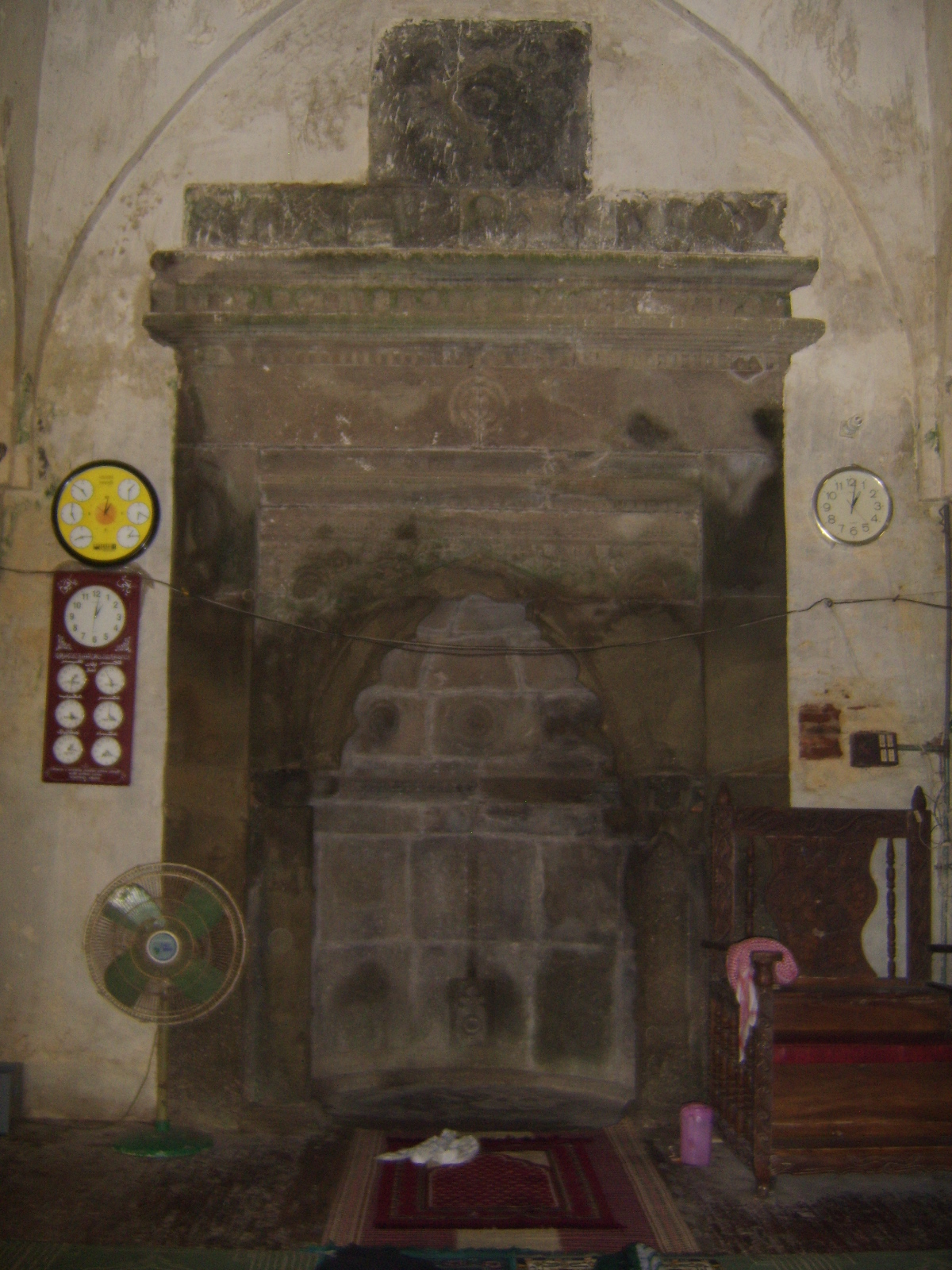
Detall de l'interior
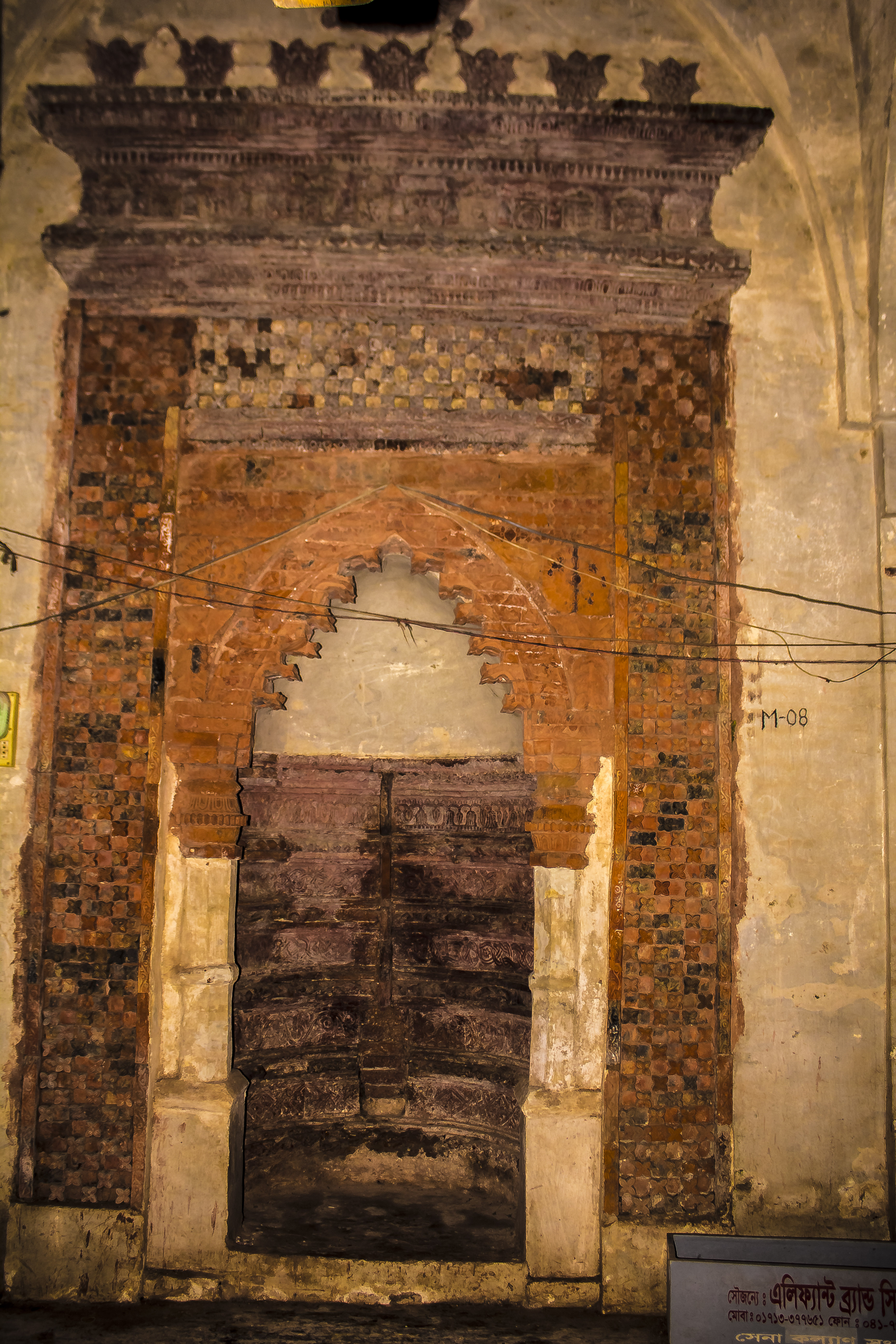
Detall de l'interior
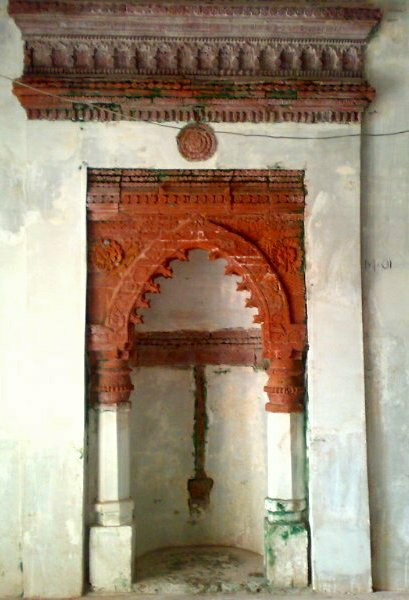
Detall de l'interior
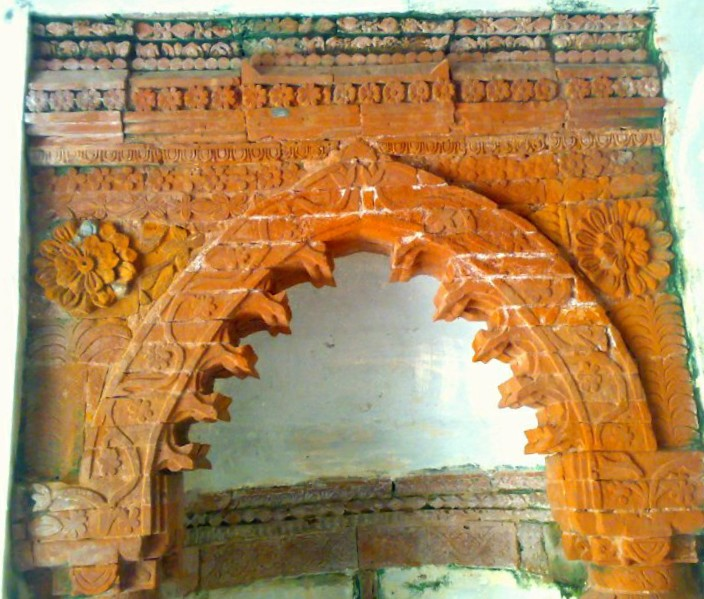
Detalls ornamentals
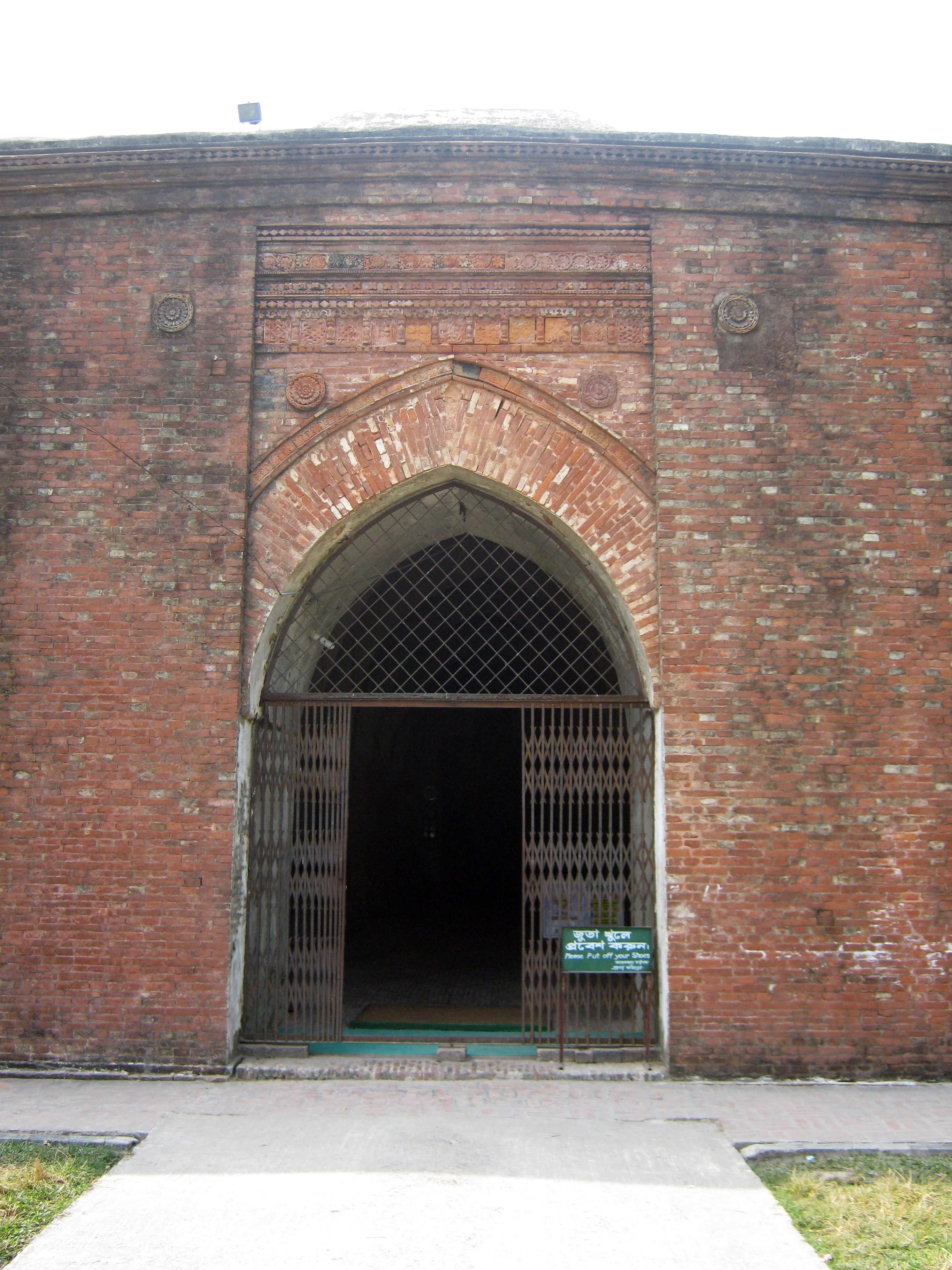
Porta d'entrada al complex
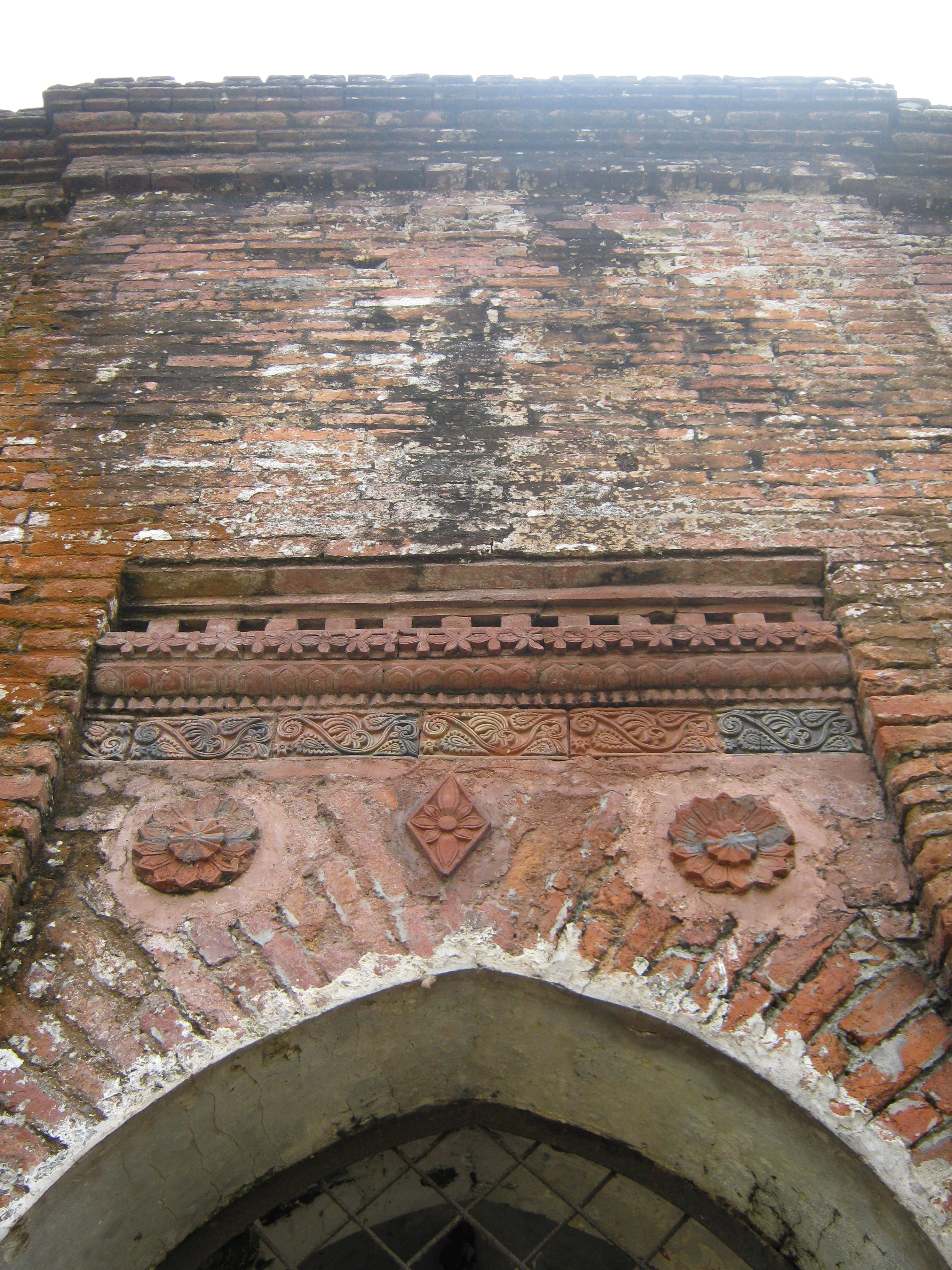
Detall d'una de les portes d'entrada
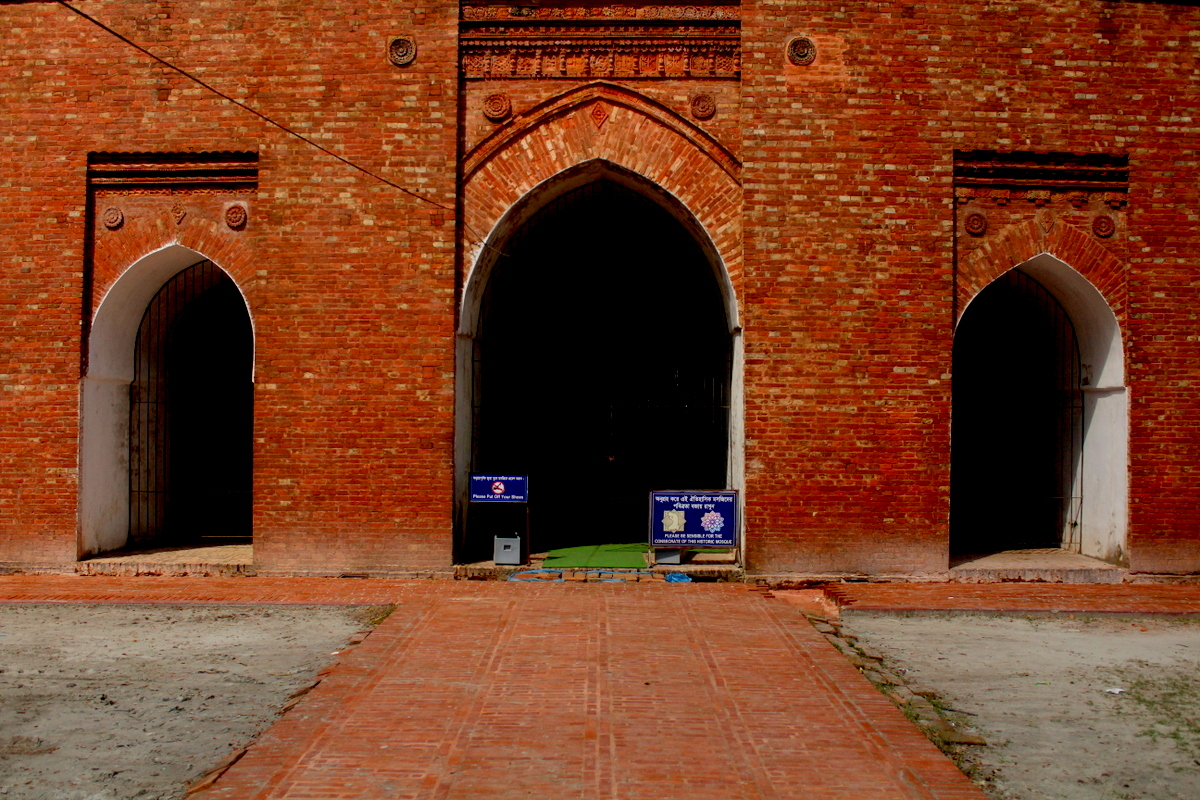
Porta central del costat est (al mig), la més gran de l'edifici